# Hankajärvi (sjö i Keuru, Mellersta Finland)
Hankajärvi är en sjö i kommunen Keuru i landskapet Mellersta Finland i Finland. Sjön ligger 127,6 meter över havet. Arean är 1,89 kvadratkilometer och strandlinjen är 17,56 kilometer lång. Sjön  ingår i Kumo älvs huvudavrinningsområde.   Den ligger omkring 83 kilometer väster om Jyväskylä och omkring 240 kilometer norr om Helsingfors. 
I sjön finns öarna Kannaksensaari, Palosaari, Tynnyrisaari, Ykspuinensaari och Lehtiäissaari. Hankajärvi ligger sydväst om Kuusijärvi. 